# Marcilly-sur-Maulne

Marcilly-sur-Maulne este o comună în departamentul Indre-et-Loire, Franța. În 1 ianuarie 2022 avea o populație de 216 de locuitori.